# Basilique Notre-Dame-des-Sept-Douleurs de Pescara
Pour les articles homonymes, voir Notre-Dame-des-Sept-Douleurs (homonymie).
La basilique Notre-Dame-des-Sept-Douleurs de Pescara est située à Pescara, dans les Abruzzes. Elle a été édifiée au XVIIIe siècle.

## Histoire

### Les "apparitions" mariales
Le récit de l'apparition mariale des Sept Douleurs remonte à la fin du XVIe siècle ou au début du XVIIe siècle. À l'endroit où se trouve l'actuel sanctuaire, aujourd'hui Largo Madonna, il y avait une forêt dense de chênes où les paysans conduisaient souvent leur troupeau au pâturage. Un jour indéterminé, au milieu des buissons, serait apparue, peinte sur une pierre, la scène de la Descente de Croix, représentant la Vierge Marie, avec sept épées plantées dans le cœur et sur ses genoux le corps sans vie de Jésus.
Après des hésitations initiales, les croyants se convainquirent qu'il s'agissait d'un événement surnaturel, et il fut décidé de porter l'image dans une modeste chapelle (lieu habituel de culte) située à Colle Ruscitelli (aujourd'hui contrada De Jacobis), et d'y construire une église. Mais le lendemain matin, pour les nombreux curieux venus sur place, l'image semblait être retournée à l'endroit du jour précédent. On crut à une farce et donc, le soir, le tableau fut replacé dans la chapelle. Le lendemain, cependant, l'épisode se répéta.
L'image fut à nouveau conduite dans la chapelle et des précautions furent prises, inspectant chaque recoin, sécurisant portes et fenêtres, et y plaçant une garde nocturne. Le matin, les gardiens, ainsi que les dévots présents, rapportèrent le mystérieux retour de l'image à l'emplacement initial, interprétant cet événement comme un signe de la prédilection de la Vierge pour ce lieu.

### Le "miracle" de la pluie
Un nouvel épisode contribua à développer la dévotion envers la Vierge des Sept Douleurs : contre la sécheresse qui sévissait dans les campagnes de la région, les fidèles invoquèrent l'intercession de Marie, dont l'image fut portée en procession pendant plusieurs jours. Le 12 mai, alors que la procession se dirigeait vers la mer, il plut abondamment, les récoltes furent sauvées et les dévots virent dans cet événement météorologique un signe de l'intervention divine. Chaque année, en souvenir de cet événement, le 12 mai est célébrée la "journée de remerciement".

## La basilique
Peu de temps après l'apparition mariale, une chapelle fut érigée avec un autel sur lequel fut placée l'image. Une coupole y fut érigée pour abriter une cloche, qui fut ensuite (1888) placée dans la tour du clocher actuelle, précisément dans la grande fenêtre tournée vers la mer. Le 26 novembre 1665 (jour où eut lieu le premier baptême), l'évêque Raffaele Esuberanzio institua la paroisse sous le titre de "Santa Maria dei Sette Dolori". Par la suite, un nouveau et plus grand sanctuaire fut conçu et réalisé, probablement en englobant la petite chapelle primitive. L'actuel sanctuaire fut officiellement consacré le 30 mai 1757 par l'évêque de Penne et Atri, Mgr Gennaro Fezzelli.

### Confiance du sanctuaire et de la paroisse aux frères mineurs capucins
Le 20 juin 1948, l'archiprêtre Jacone renonça à son poste de curé et Mgr Gilla Vincenzo Gremigni, alors évêque de Teramo et administrateur apostolique de Penne et Atri, nomma vicaire-économe Alberto Mileno de Vasto. Le 8 décembre 1948, le sanctuaire fut confié par le Saint-Siège à l'Ordre des Frères Mineurs Capucins, et le 6 mars 1949, Alberto de Vasto fut nommé curé de la paroisse de la Vierge des Sept Douleurs, année où Benedetto Falcucci devint le premier évêque du nouveau diocèse de Penne-Pescara.

### Élévation du sanctuaire au rang de basilique
Le 3 décembre 1952, le pape Pie XII proclama en perpétuité la Vierge des Sept Douleurs comme saint patron céleste du diocèse de Penne-Pescara.
Désirant que le sanctuaire marial accroisse son importance, afin de mieux propager le culte, à la demande de l'évêque Benedetto Falcucci d'abord, et grâce aux efforts de l'archevêque Antonio Iannucci ensuite, avec le décret du 16 janvier 1959 de pape Jean XXIII, l'église, consacrée à Dieu en l'honneur de la Bienheureuse Vierge Marie des Sept Douleurs, fut élevée au rang de basilique mineure.

## Description

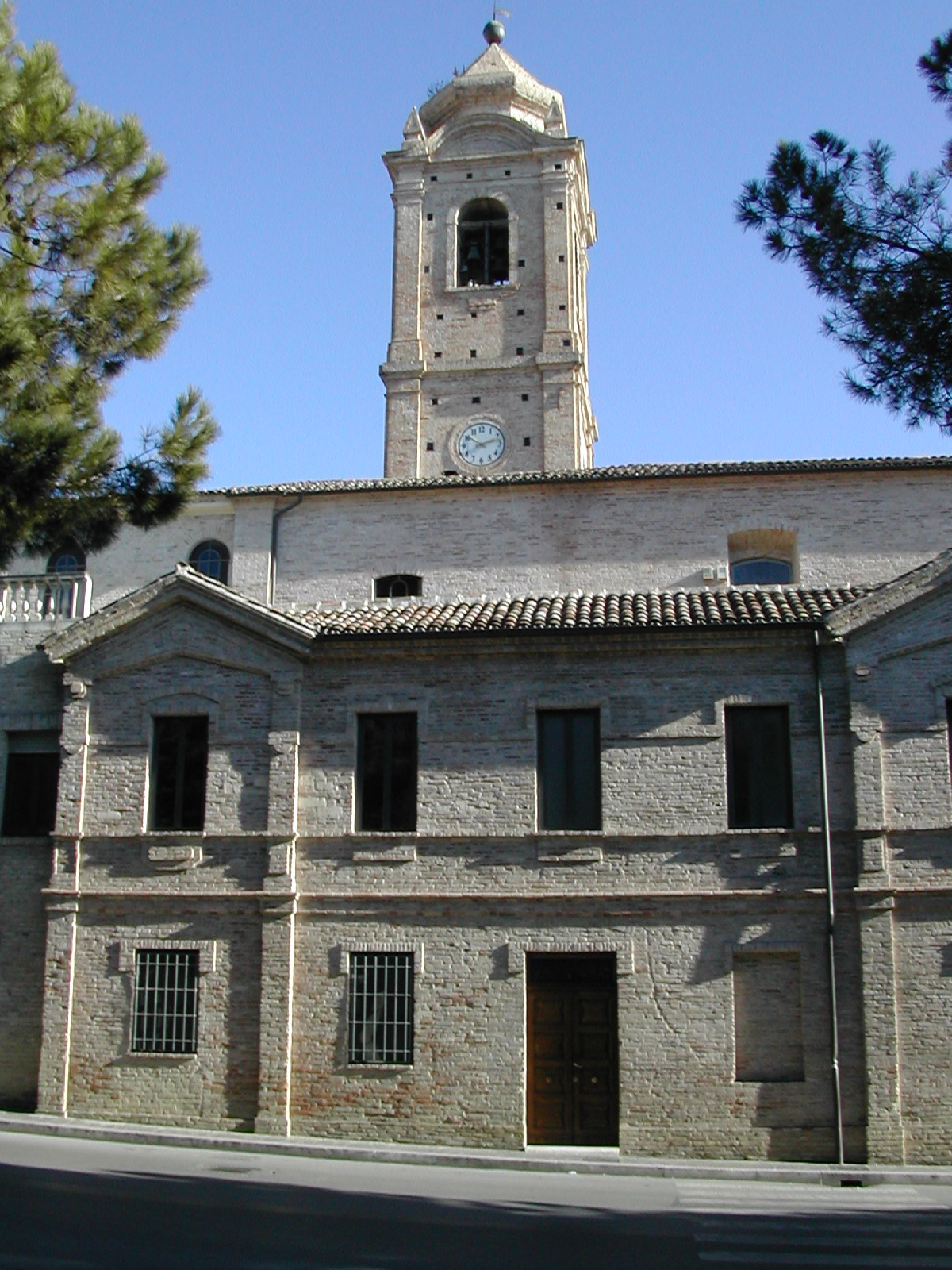
Tour de la Basilique des Sept Douleurs Pescara, vue latérale

L'église est de plan basilical en croix latine. La façade est tripartite en forme de pignon, divisée verticalement par des pilastres avec des chapiteaux ioniques. Sur le corps central se trouve un bas-relief de la Vierge dans une lunette en éventail, avec à côté deux niches latérales vides.
Le portail est simple, avec une corniche horizontale. L'architrave centrale du fronton marcapiano de la façade montre l'inscription "Basilique", ajoutée en 1952. Jusqu'aux années 1960, la façade était peinte en plâtre blanc et rouge pourpre, des couleurs qui furent ensuite retirées pour rétablir la sobre couleur des briques apparentes. Le clocher terminé en 1888 est une tour avec une flèche en forme d'oignon. Au début du XXe siècle, il fut doté d'une horloge publique, ensuite démontée. La basilique se termine par une assistance semi-circulaire. À côté de l'église, il y a un petit bâtiment conventuel, construit dans les années 1950, siège des Frères Capucins de Pescara.
L'intérieur est à trois nefs stuquées, avec des ornements végétaux élaborés du XVIIIe siècle sur la voûte centrale. Les décorations en stuc, divisées par de fausses nervures en forme de quartiers, sont très prononcées dans le cul-de-four de l'abside. L'autel se termine par une abside semi-circulaire. Avant l'érection en sanctuaire marial en 1959, l'autel était pourvu d'une niche avec une statue du Christ ressuscité sur le globe terrestre, ensuite déplacée. La niche fut refermée, à côté fut placé l'orgue, aujourd'hui remplacé par la statue du Crucifix.

### Œuvres d'art
Près de l'entrée, une plaque rappelle la consécration de la nouvelle église Sanctuaire en 1787 ; les diverses statues ont été rachetées à des ateliers de Lecce, représentant le Sacré-Cœur, Saint Antoine, Saint Vincent Ferrier, et Saint Roch.
Dans la nef latérale droite, il y a une grande chapelle, autrefois la Cona votive primitive du XVIIe siècle, où se trouve un tabernacle en stuc décoré, avec des colonnes torses et des angelots, qui contient dans son cadre la peinture votive de la Sainte Image de la Vierge des Douleurs avec le cœur transpercé par sept épées, tenant le Christ mort. À ses pieds, les instruments de la Passion, y compris les instruments de torture et les dés des soldats romains. Il s'agit d'une image sacrée de style populaire.
Près de l'autel de la nef gauche se trouve une mosaïque murale moderne, de l'école de Pescara, représentant le Baptême de Jésus. Un autre tableau récent, illustrant le Sanctuaire avec la Vierge des Douleurs et les archevêques de Pescara, date des années 1980, et est un don de Luigi Baldacci (1937-2018). Un autre tableau votif exposé représentant la Vierge des Douleurs est de Basilio Cascella.
Le long des nefs latérales, on trouve plusieurs œuvres et peintures. Dans la nef droite, en contre-façade, se trouve la plaque commémorative de la consécration du Temple, suivie d'une statue de Saint Roch datant de 1856, réalisée par Giuseppe Ronzi de Penne, comme l'indique la forme à la base. Ensuite, il y a un tableau du XVIIIe siècle représentant la Vierge entre Saint Vincent Ferrier et Saint François, un tableau de la Vierge intercédant pour les âmes du purgatoire par l'intermédiaire de Saint Michel, et le passage menant au vestibule où sont conservés les ex-voto. Il y a également un petit temple-tabernacle en bois sculpté du XVIe siècle, provenant de l'ancienne église de San Giuseppe dei Cappuccini de Pescara ; ainsi que la chapelle monumentale avec l'icône sacrée de la Vierge des Douleurs.
Dans la nef gauche, on trouve une Crucifixion en bois avec Saint François, un tableau moderne de Sainte Thérèse, un tableau du XVIIIe siècle représentant la Vierge à l'Enfant entre Saint Michel et les anges, avec Dieu le Père à l'arrière-plan, attribué à Pasquale Nell'olio d'Ortona. Au fond du mur, il y a une mosaïque moderne en miro représentant le Baptême de Jésus. L'autel majeur, avec un monumental Crucifix en bois, porte la date d'achèvement : 1907.
Dans la nef droite, dans une chapelle protégée par une grille, se trouve la statue processionnelle en bois de la Vierge des Sept Douleurs, représentée avec sept épées transperçant le cœur saillant de la Vierge. La robe noire avec des motifs dorés a été cousue par le peuple. La Vierge a un visage très expressif et il semble qu'elle ait servi de modèle pour diverses statues de la Vierge des Douleurs dans plusieurs églises de la province de Pescara. Elle est placée dans un tabernacle en bois avec des colonnes dorées et un couvercle en forme d'arche à oignon.
La riche couronne dorée a été offerte en 1907 à l'occasion du couronnement solennel par l'évêque du diocèse de Sulmona, Monseigneur Vincenzo Sardi.